# Dom George Franck
Pour les articles homonymes, voir Franck.
Dom George Franck, né vers 1690 et mort vers 1760 à Munster (Haut-Rhin) en Alsace, est un organiste et compositeur alsacien.

## Biographie
Moine bénédictin de l’abbaye de Munster (Haut-Rhin), et curé à Munster val St-Grégoire en Alsace. Tout ce que l’on sait de lui provient de la page couverture de son recueil de sonates publié vers 1740, ainsi que d’occasionnelles références concernant la facture d’orgue dont il semble avoir été un expert.
Vers 1778, selon Jacques Gardien, Dom George Franck vient à Morteau (Doubs) pour expertiser et recevoir l'orgue construit pour le prieuré bénédictin de la ville par le facteur Louis Weber, dit Veb

## Œuvre
- 4 Sonates pour orgue ou clavecin. « Pièces choisies et partagées en différents œuvres, accommodées dans le goust moderne pour l’Orgue et le Clavecin par le R. P. Dom George Franck, bénédictin et Curé à Munster val St-Grégoire en Alsace. Œuvre Ier.

Se vend chez Mr Fontaine md. libraire à Colmar ; chez J. Franck (graveur) et J. Humbert à Munster. » [v. 1740]
- - Sonata 1a. (Ut majeur) : Ouvertura (Grave) – Allegro – Aria (Andante) – Allegro assai – Minuetto Rondeau
  - Sonata 2a. (Fa majeur) : Vivace – Allegro à 3 mains – Rondeau (Allegro) – Menuet et 4 var.
  - Sonata terza (Si bémol majeur) : Allegro – Pièces à trois mains (Allegro moderato) – Allegro assai – Triolet (Tendrement) – Minuetto (Gratioso)
  - Sonata 4a. (Ré majeur) : Allegro – Aria 1a (Gratioso) – Aria 2a (Variatio) – Allegro – Menuet (Gratioso) – Mineur.

## Sources
- Bibliothèque nationale de France, département Musique, VM7-1845. Gallica
- Découverte de l’orgue « Le deuxième orgue du lieu (Eguisheim) a été construit par Jean-Baptiste Waltrin en 1746, dans un Buffet réalisé par Ketterer de Colmar. Jean-André Silbermann, jamais en reste quand il s’agissait d’insister sur les défaillances de ses concurrents, précise que cet orgue Waltrin fut reçu inachevé par Dom George Franck, de Munster. »
- Prestant 4: historique de l’orgue de la cathédrale de Toul. «Vers 1749, Johann Andreas Silbermann, célèbre facteur strasbourgeois, fut averti par Dom Georges Franck, bénédictin de l'abbaye de Munster (Haut-Rhin), que les chanoines de la cathédrale de Toul avaient réservé 30 000 livres pour la construction d’un orgue neuf.»